# Longitarsus linnaei
Longitarsus linnaei là một loài bọ cánh cứng trong họ Chrysomelidae. Loài này được Duftschmid miêu tả khoa học năm 1825.